# Red Lines (Hannah Schneider)
Red Lines è il quarto album in studio della cantante danese Hannah Schneider, pubblicato il 27 ottobre 2014 su etichetta discografica Mermaid Records.

## Tracce
1. Butterfly Lovers – 3:18
2. Everything – 2:58
3. Dreaming Kind – 3:41
4. Silent Sea – 3:28
5. Life Is Easy – 3:53
6. Square One – 3:45
7. Harbor – 2:09
8. Lost – 3:34
9. December – 3:29
10. Wild Geese – 3:20
11. Weightless – 3:48
12. Wild Open – 3:05

## Classifiche
| Classifica (2014) | Posizione massima |
| ----------------- | ----------------- |
| Danimarca         | 37                |